# ناودیپ
ناودیپ (انگلیسی: Navdeep؛ زادهٔ ۲۶ ژانویهٔ ۱۹۸۶) هنرپیشه اهل هند است.
از فیلم‌ها یا برنامه‌های تلویزیونی که وی در آن نقش داشته‌است می‌توان به بستنی، اظهر، آریا ۲، جایی در ویکنتاپورام، اوه دوست من، فریبکاران، من پادشاهم، من نخست وزیرم، ام شنتی، ماه، پادشاه و عملیات ولنتاین اشاره کرد.